# Phlegyas abbreviatus
Phlegyas abbreviatus är en insektsart som först beskrevs av Philip Reese Uhler 1876.  Phlegyas abbreviatus ingår i släktet Phlegyas och familjen Pachygronthidae. Inga underarter finns listade i Catalogue of Life.